# سهره ریز رخ‌سیاه
سهره ریز رخ‌سیاه (یا مونیای ملوکان) نام علمی آن (نام علمی: Lonchura molucca) است. زادبوم این فنچ جزایر ملوک در کشور اندونزی است. تشخیص نر و ماده از روی ویژگی‌های ظاهری دشوار است برخی معتقدند که مثلث زیر گردن در پرندگان نر تیره‌تر است اما این مشخصه چندان قابل اعتماد نیست. پرنده ماده ۴ تا ۶ تخم می‌گذارد و هردو جنس نر وماده به تناوب بر روی تخم‌ها می‌خوابند البته پرنده ماده مدت زمان بیشتری روی تخم‌ها می‌خوابد. پس از ۱۴ روز جوجه‌ها از تخم درمی آیند و پس از ۲۰ روز پر و بال درمی‌آورند.